# Fomalhaut b
Fomalhaut b, tên chính thức là Dagon /ˈdeɪɡən/, là một thiên thể ngoài hệ mặt trời và ứng cử viên hành tinh đã được khẳng định, bằng chụp ảnh trực tiếp. Nó quay quanh ngôi sao dãy chính loại A Fomalhaut, cách Trái Đất khoảng 25 năm ánh sáng trong chòm sao Nam Ngư (Piscis Austrinus). Thiên thể ban đầu được công bố vào năm 2008 và được xác nhận là có thật vào năm 2012 từ những hình ảnh được chụp bằng Máy ảnh khảo sát nâng cao (ACS) trên Kính viễn vọng Không gian Hubble và, theo tính toán được báo cáo vào tháng 1 năm 2013, vật thể này có quỹ đạo hình elip cao với chu kỳ 1.700 năm. Nó có một điểm cận sao là 7,4 tỷ km (~ 50 AU) và một điểm viễn sao khoảng 44 tỷ km (~ 300 AU). Thời điểm ngày 25 tháng 5 năm 2013, nó cách ngôi sao mẹ của nó 110 AU.
Hành tinh này là một trong những hành tinh được Liên minh Thiên văn Quốc tế chọn là một phần của quá trình công khai của họ để đặt tên thích hợp cho các ngoại hành tinh. Quá trình liên quan đến đề cử công khai và bỏ phiếu cho tên mới. Vào tháng 12 năm 2015, IAU đã công bố tên chiến thắng là Dagon. Cái tên Dagon được đề xuất bởi Tiến sĩ Todd Vaccaro và được Đài thiên văn Đại học St. Cloud chuyển đến IAU để xem xét. Dagon là một vị thần Semit, thường được mô tả như một vị thần nửa người, nửa cá.

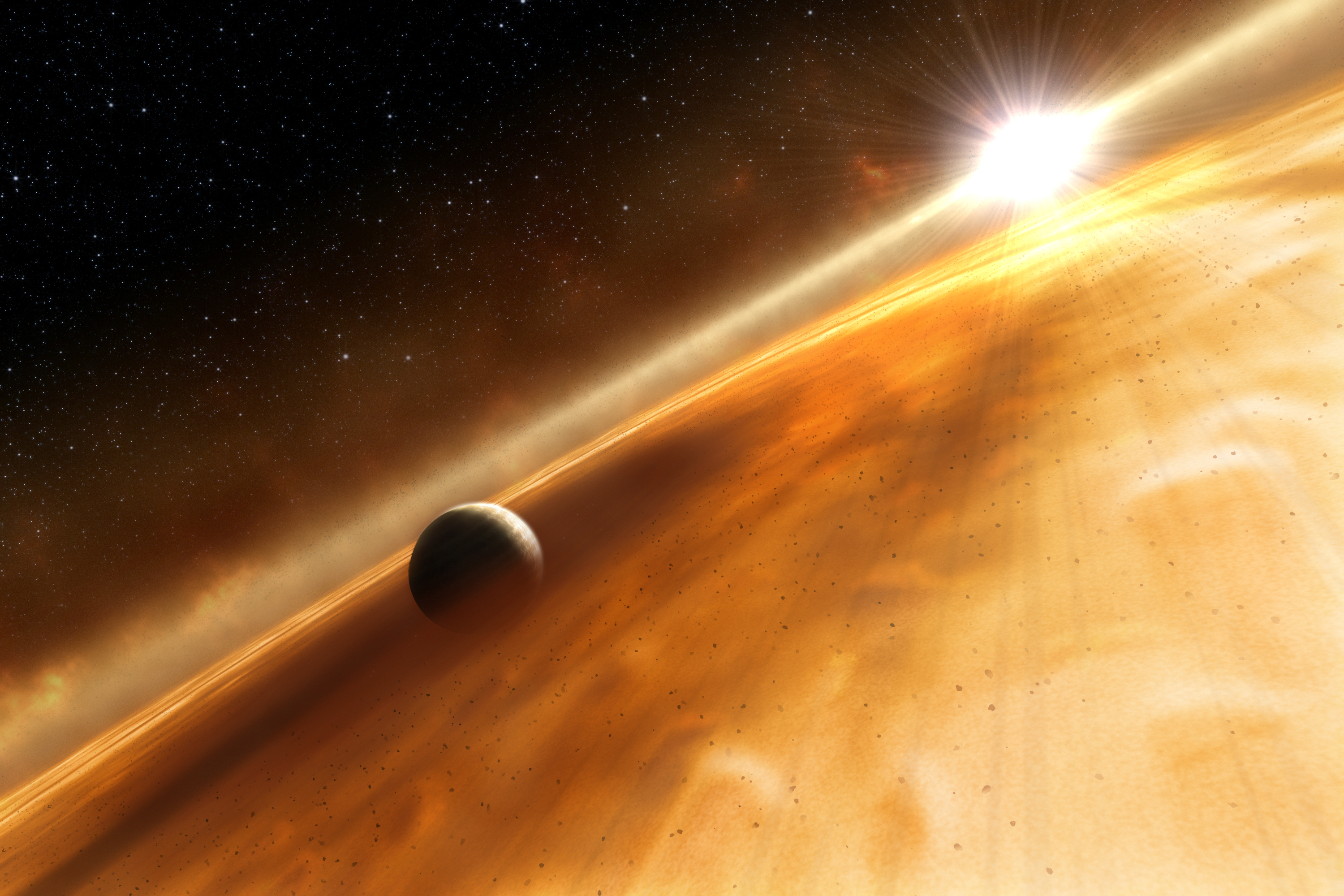
Hệ hành tinh Fomalhaut